# Robert Culliford
Robert Culliford (Cornualles, ca. 1666 - ?) fue un marino y pirata inglés recordado por su enfrentamiento con el capitán William Kidd.

## Primeros pasos
Culliford y Kidd se conocieron en el barco corsario francés llamado Sainte Rose, donde sólo había seis británicos a bordo. Después del estallido de la Guerra de la Gran Alianza, Kidd, Culliford y sus camaradas británicos se amotinaron y capturaron el barco francés, dándole el nuevo nombre de Blessed William, con Kidd como capitán. Pero en febrero de 1690 Culliford lideró su propio motín en el barco y Kidd fue depuesto. Los piratas eligieron a William Mason como nuevo capitán.
Culliford condujo a los piratas a través del Caribe, asaltando barcos y atacando pueblos. Ellos fueron a Nueva York para vender su botín. Mason obtuvo una patente de corso de Jacob Leisler, que en aquel entonces era el gobernador de Nueva York, y Culliford acompañó a los piratas cuando saquearon y devastaron dos ciudades franco-canadienses. Los piratas también capturaron la fragata francesa L'Esperance. Mason le dio este nuevo barco a Culliford, quien le dio un nuevo nombre, Horne Frigate, siendo este el primer mando del capitán pirata Culliford. Sin embargo, los piratas perdieron la mayor parte de su botín cuando los dos queches que ellos enviaron para llevar sus riquezas a Nueva York cayeron en manos de corsarios franceses. El decepcionado Culliford volvió a Nueva York con William Mason a bordo de un solo barco, el Jacob, que había pertenecido a los franceses y fue capturado por los piratas, y se hicieron a la vela en diciembre de 1690. Culliford sirvió como contramaestre, era uno de los dos contramaestres que había a bordo del Jacob.
Culliford y sus compañeros piratas navegaron rumbo a la India, desembarcando en Mangrol en 1692, donde robaron y abusaron de la población local. Los indios apresaron a Culliford y a setenta de sus camaradas. Culliford pasó los siguientes cuatro años en una prisión guyaratí.

## Escape y nuevas aventuras
En la primavera de 1696, Culliford y algunos de sus camaradas escaparon y se dirigieron a Bombay, donde se enrolaron a bordo del queche Josiah, de la Compañía Británica de las Indias Orientales. En Madrás se apoderaron del barco, volvieron a la piratería, y navegaron hacia la bahía de Bengala.
Cerca de las islas Nicobar, la tripulación volvió a tomar el barco y lo abandonaron en una isla desierta. Fue rescatado por Ralph Stout, capitán del Mocha. Cuando Stout fue asesinado en 1697, Culliford se convirtió en capitán. Entonces persiguió el barco británico Dorill. Pero el Dorill rompió el fuego y cortó el palo mayor del Mocha. Culliford se refugió en la isla Santa María (Île Sainte-Marie), situada frente a la costa oriental de Madagascar, saqueando barcos a lo largo del trayecto. En Santa María, Culliford saqueó un barco francés con un cargamento por un valor de £ 2,000.
Mientras tanto, William Kidd, que se encontraba persiguiendo piratas, encontró a Culliford en la isla Santa María (Île Sainte-Marie). Mientras planeaba capturar el barco de Culliford la mayoría de la tripulación de Kidd (que estaba enfadada con su capitán) lo abandonó y se unió a Culliford. Culliford y su nueva tripulación partieron a fines de junio de 1698 dejando a Kidd y su barco abandonados en la isla Santa María, donde Kidd tendría que arreglárselas.
Poco después de salir de la isla Santa María, Culliford se encontró con Dirk Chivers. Unieron sus fuerzas y capturaron el Gran Mohamed en el mar Rojo en septiembre de 1698. El Gran Mohamed llevaba £ 130,000 en metálico. Mientras volvían a la isla Santa María saquearon otro barco en febrero de 1699. Mientras estaban en la isla Santa María, llegaron cuatro buques de guerra británicos. A los piratas se les ofreció un indulto real, que Culliford aceptó.
Después de esto, Culliford fue arrestado y llevado a la prisión de Marshalsea el 1 de agosto de 1700. Fue juzgado por piratería por haber atacado al Gran Mohamed y su indulto fue considerado nulo. Se salvó de la horca, porque lo necesitaban en el juicio de Samuel Burgess. Después del juicio, Culliford desapareció de los registros históricos, se dice que sirvió en un buque de guerra después de que desapareciera sin tenerse más noticias, como pasó con otro famoso pirata, Henry Every.